# Rock and Roll Heart
Rock and Roll Heart è il settimo album solista di Lou Reed ed è stato pubblicato nel 1976. 
È il primo album di Lou Reed a uscire per la Arista Records. La canzone A Sheltered Life risale al 1967, quando i Velvet Underground ne registrarono un provino. Il demo è stato pubblicato in seguito sul box Peel Slowly and See. I Velvet Underground avevano eseguito dal vivo anche Follow the Leader, altro brano del disco.
La grafica di copertina è di Mick Rock. Inizialmente l'album avrebbe dovuto intitolarsi Nomad.

## Descrizione
Allo scadere del contratto con la RCA, Lou Reed seguì il suo manager Steve Katz alla Arista Records (BMG) e pubblicò il suo album più commerciale degli anni settanta. I dodici brani che compongono l'album sono perlopiù brani di musica leggera soft-rock ("stupid songs" come le definì in seguito lo stesso Lou Reed), molto lontani dall'abituale stile di Reed. Per una volta le tematiche del "lato selvaggio" vengono accantonate per concentrarsi sul divertimento, sul rock'n'roll e sull'amore. Destò curiosità la canzone Banging On My Drum il cui testo poteva essere interpretato come un inno alla masturbazione.

## Critica
| Recensione               | Giudizio |
| ------------------------ | -------- |
| AllMusic                 | [ 3 ]    |
| Chicago Tribune          | [ 4 ]    |
| Christgau's Record Guide | B−       |
| Piero Scaruffi           | 4/10     |

Quando l'album fu pubblicato in ottobre, le reazioni non furono entusiastiche. Nick Kent su New Musical Express scrisse: «Questo disco è trascurabile, a meno che non siate il tipo di persona che si entusiasma a veder asciugare la vernice. A pensarci bene, Rock and Roll Heart fornirebbe il sottofondo perfetto per questa attività». Anche il riscontro di pubblico non fu il massimo, le vendite furono scarse e vennero criticati gli arrangiamenti troppo "morbidi" dei brani.

## Tracce
Testi e musica di Lou Reed.
1. I Believe In Love - 2:46
2. Banging On My Drum - 2:11
3. Follow the Leader - 2:13
4. You Wear It So Well - 4:52
5. Ladies Pay - 4:22
6. Rock and Roll Heart - 3:05
7. Chooser and the Chosen One - 2:47
8. Senselessly Cruel - 2:08
9. Claim to Fame - 2:51
10. Vicious Circle - 2:53
11. A Sheltered Life - 2:20
12. Temporary Thing - 5:13

## Formazione
- Lou Reed - voce, chitarra, pianoforte
- Marty Fogel - sax
- Michael Fonfara - pianoforte, organo, clarinetto, sintetizzatore
- Bruce Yaw - basso
- Michael Suchorsky - batteria
- Garland Jeffreys - seconda voce in You Wear It So Well